# Ljutići (Malinska – Dubašnica)
Ljutići su naselje u Hrvatskoj u sastavu općine Malinske – Dubašnice. Nalaze se u Primorsko-goranskoj županiji.

## Zemljopis
Nalaze se na otoku Krku. Zapadno su Sveti Anton, Sveti Ivan, jugozapadno su Sabljići i Strilčići, sjeverozapadno su Milovčići, sjeveroistočno su Oštrobradić, Žgombići i Kremenići, istočno su Barušići, jugoistočno je jezero Ponikve.

## Stanovništvo
| broj stanovnika | 49    | 54    | 55    | 52    | 62    | 48    | 38    | 33    | 43    | 40    | 27    | 21    | 24    | 20    | 14    | 9     | 8     |
|                 | 1857. | 1869. | 1880. | 1890. | 1900. | 1910. | 1921. | 1931. | 1948. | 1953. | 1961. | 1971. | 1981. | 1991. | 2001. | 2011. | 2021. |